# 小島宏司
小島 宏司（こじま こうじ）は外科医、生物学者。ハーバード大学医学大学院ブリガム・アンド・ウィメンズ病院麻酔科助教、聖マリアンナ医科大学博士（医学）。
羊の鼻の軟骨からのどの気道を再生させ移植することに世界で初めて成功。『Nature』誌2014年1月30日号のSTAP論文の共著者の一人で、小保方晴子の元指導教官。チャールズ・バカンティ教授に師事。

## 経歴
- 東京都港区出身
- 1990年　聖マリアンナ医科大学医学部　卒業(14回生)、国立療養所中野病院研修医
- 1996年　聖マリアンナ医科大学より博士（医学）の学位を取得
  - 博士論文「ハイブリッド人工気管吻合端内面への上皮誘導に関するHepatocyte growth factor(HGF)の効果」
- 1997年　聖マリアンナ医科大学病院呼吸器外科医長・助手（長田博昭教授）[3]。
- 1999年　バイオ気管の研究をめざし、渡米。マサチューセッツ大学ウースター校・チャールズ・バカンティ教授のもとで、気管再生の研究に取り組む。

- 2002年5月 羊の鼻の軟骨からのどの気道を再生させ移植することに世界で初めて成功。
- 2004年　ハーバード大学医学大学院組織工学・再生医療研究室ディレクター。
- 2015年11月時点 ハーバード大学医学大学院ブリガム・アンド・ウィメンズ病院麻酔科助教[1]